# Pamid
Le Pamid est un vieux cépage de raisin noir originaire de Thrace. Il fut jadis le cépage le plus répandu  en Bulgarie mais les superficies qu'il occupait se sont fortement réduites. Il est aussi planté en Serbie, en Macédoine, en Grèce, en Roumanie, en Hongrie, en Albanie et dans la partie européenne de la Turquie.